# LGBT práva na Maltě

Duhová mapa Malty

Práva leseb, gayů, bisexuálů a translidí (LGBT) jsou na Maltě považována za velmi dobře rozvinutá, dokonce i z hlediska evropských standardů. Koncem 20. století se právům LGBT komunity začalo dostávat stále více pozornosti. Stejnopohlavní sexuální styk byl dekriminalizován v r. 1973 se sjednoceným věkem způsobilosti k pohlavnímu styku. Současná Malta je mezinárodně uznávaná jako země s vysokým standardem práv LGBT občanů V říjnu 2015 zařadila evropská část Mezinárodní LGBTI asociace (ILGA-Europe) Maltu na první místo ze 49 sledovaných evropských států. Malta a pouze několik málo zemí má rovnoprávnost LGBT garantovanou ústavně. V r. 2016 se stala Malta první členskou zemí EU, která oficiálně zakázala léčit homosexualitu.
Homofobní a transfobní diskriminace a projevy jsou zakázány celonárodně od r. 2004. Gayové, lesby a bisexuálové smějí otevřeně sloužit v armádě od r. 2002. Maltský zákon o genderové identitě a pohlavních charakteristikách (Gender Identity, Gender Expression and Sex Characteristics Act) je považován za jednu z celosvětově nejkvalitnějších ochran jiných genderových identit a statusů neurčitého pohlaví. Zákon o registrovaném partnerství se obsahově nijak neliší od manželství, vyjma tohoto názvu. Přijat byl v dubnu 2014 a páry žijící v něm mají zcela stejná práva a povinnosti jako manželství, včetně plných adopčních práv. Homosexuálním párům je nicméně stále odepřen přístup k asistované reprodukci a náhradnímu mateřství.
Průzkum veřejného mínění z r. 2015 indikoval, že většina společnosti podporuje stejnopohlavní manželství, což je značný posun v porovnání s předchozí dekádou. Zákon umožňující párům stejného pohlaví uzavřít manželství přijal maltský parlament 12. července 2017.

## Historie
Jako britská kolonie převzala Malta trestní zákoník Velké Británie, který kriminalizoval pohlavní styk mezi muži. Bylo zde zaznamenáno několik případů trestního stíhání tohoto charakteru, včetně procesu s právníkem Guglielmo Rapinettem, kterého soud shledal vinným z pokusu z obscénního chování, když se v 19. století pokusil svést člena gardy. Až v r. 1973 rozhodla labouristická vláda přiblížit své zákony západoevropskému standardu.
The Malta Gay Rights Movement (MGRM) je socio-politická nevládní organizace založená v r. 2001, jejímž hlavním předmětem činnosti je zlepšování právního postavení maltské LGBT komunity.
V únoru 2008 zorganizovala a prezentovala MGRM v parlamentu petici volající po řadě několika opatření, jež by jim usnadnily každodenní život. Podepsalo se pod ní více než 1000 lidí. Ve výčtu požadavků byly státem uznávané homosexuální svazky, strategie proti homofobní šikaně ve školách a přijetí nových zákonů proti homofobním a transfobním zločinům z nenávisti. Petici zaštítila politická strana Alternattiva Demokratika. Harry Vassallo, její předseda, řekl že uznání gay práv znamená krok dopředu.
V říjnu 2009 přijal maltský prezident George Abela ve svém paláci výbor ILGA-Europe při zahájení konání 13. roční konference na Maltě. Podle Abela hraje v boji s diskriminací významnou roli vzdělávání, informování a podpora akceptace odlišností, díky nimž je právě jeho země takto velmi pokroková v LGBT akceptaci. Láska je nejdůležitější věc, která existuje, a nelze jí škatulkovat podle sexuální orientace," uvedl prezident pro tisk. Jednalo se tedy o první případ, kdy se hlava státu oficiálně zúčastnila jedné z každoročních konferencí členů ILGA-Europe.

## Zákonnost stejnopohlavní sexuální aktivity
Soulož mezi osobami stejného pohlaví je na Maltě legální od ledna 1973. Maltský premiér Dom Mintoff a Labouristická strana se na odstranění britských zákonů proti sodomii podíleli navzdory odporu katolické církve a Národní strany. Věk způsobilosti k pohlavnímu styku je 18 let pro všechny.

## Stejnopohlavní soužití
28. března 2010 oznámil maltský premiér Lawrence Gonzi, že vláda zpracuje vlastní návrh zákona o regulovaném soužití. Ve svém prohlášení vyjádřil naději, že by mohl být kompletní koncem roku. 11. července bylo Gonzim potvrzeno, že se bude návrh prezentovat v parlamentu koncem r. 2010. Prezentací návrhu pověřil ministra spravedlnosti. Konzultace se zahájil k 28. srpnu 2012 a skončila 30. září. Návrh byl předložen, ale nestihnul se projednat, neboť v prosinci 2012 došlo k pádu vlády a rozpuštění parlamentu.
Během maltských všeobecných voleb měla Labouristická strana ve svém programu registrované partnerství. Svému slibu dostála a po zvolení nové labouristické vlády oznámilo Ministerstvo pro sociální dialog, spotřebitelské záležitosti a občanské svobody, že se vláda znovu začne zabývat otázkou registrovaného partnerství párů stejného pohlaví. Nový vládní návrh byl prezentován v parlamentu 30. září 2013.
Zákon o registrovaném partnerství, který zcela kopíruje institut manželství (včetně možnosti společného osvojování dětí), vyjma užívání tohoto názvu, byl debatován v říjnu 2013  a schválen ve třetím čtení 14. dubna 2014. 16. dubna jej podpořila i nová prezidentka Marie Louise Coleiro Preca.
V březnu 2016 řekl maltský premiér a předseda vládnoucí Labouristické strany Joseph Muscat při oslavách Mezinárodního dne žen, že sám osobně je příznivcem stejnopohlavního manželství, a že je podle jeho názoru čas, aby ve společnosti proběhla diskuse na toto téma. Podle předsedy opoziční Národní strany Simon Busuttil se však vláda otevřením diskuse na toto téma pouze snaží odlákat pozornost od svých skandálů. V případné změně maltského zákona o registrovaném partnerství na stejnopohlavní manželství by však problém neshledával. Představitelé místních gay organizací požadují neproledné zpřístupnění manželského institutu všem párům bez ohledu na pohlaví.
Po předčasných volbách v červnu 2017 prezentovala nově zvolená labouristická vláda parlamentu návrh novely manželského zákona, který zpřístupní manželství nejen heterosexuálním párům, ale i homosexuálním párům. Návrh zrovnoprávňující všechny páry porovnaný s předchozí právní úpravou se prezentoval 24. června a přijal 12. července. Nový zákon odstraní veškeré genderově specifikované reference v maltských zákonech na genderově-neutrální terminologii. Po podepsání maltskou prezidentkou Marií Louise Coleiro Preca by se měl stát účinným ještě tento rok. Konkrétní den vyhlásí ministryně Helena Dalli.

## Adopce a rodičovství
Maltské zákony připouštějí osvojování manželskými páry a svobodnými jednotlivci. Zákon nezakazuje osvojování LGBT osobami. Od dubna 2014 smějí homosexuální páry žijící v registrovaném partnerství společně osvojit dítě. K prvnímu homoparentálnímu osvojení došlo 13. července 2016. Pro osvojení (jednotlivcem, párem nebo partnerem) je zapotřebí souhlas opatrovnického soudu, který je povinen brát v potaz pouze nejlepší zájem dítěte, nikoli sexuální orientace a jiných obdobných charakteristik osvojitele nebo osvojitelů.
Náhradní mateřství je pro všechny ilegální. Svobodné ženy a lesbické páry nemají přístup k asistované reprodukci podle zákona na ochranu embryí 2012 (Embryo Protection Act 2012). V r. 2014 oznámila vláda, že se nepokusí legalizovat náhradní mateřství. 7. září 2015 řekl premiér Joseph Muscat, že se vláda pokusí zpřístupnit asistovanou reprodukci ženským homosexuálním párům. Dosud nedošlo k předložení žádného takového zákona.

## Ochrana před diskriminací
V r. 2004 přijala Malta zákaz anti-gay diskriminace v zaměstnání, který tvoří jednu z podmínek členství v Evropské unii. Podle několika anket uskutečněných s příslušníky zdejší LGBT komunity neměla až do r. 2009 tato nová legislativa výrazný vliv na zlepšení jejich životní úroveně. V červnu 2012 byla anti-diskriminační legislativa posílená.
V červnu 2012 přijal parlament novelu trestního zákona kriminalizující homofobní a transfobní zločiny z nenávisti.
14. dubna 2014 přijal maltský parlement změnu ústavního zákona, která garantuje ochranu před homofobní a transfobní diskriminací v ústavě. 17. dubna 2014 byl nový ústavní zákon podepsán prezidentem.
Zákon o genderově identitě a pohlavních charakteristikách (Gender Identity, Gender Expression and Sex Characteristics Act) přijal parlament v r. 2015. Ten zakazuje diskrimimanci osob s nejednoznačným pohlavím.
10. prosince 2015 zahájila vláda veřejnou konzultaci na téma přijetí rozsáhlejšího zákona o rovnosti. Pro tyto účely založila Výbor pro lidská práva a rovné příležitosti (Human Rights and Equality Commission).

## Konverzní terapie
16. června 2015 řekla ministryně občanských svobod Helena Dalli, že má vláda v plánu předložit návrh zákona zakazující pokusy měnit sexuální orientaci a genderovou identitu u mladistvých. 15. prosince 2015 jej prezentovala v rámci prvního čtení v parlamentu. Veřejnou diskusi na toto téma zahájila ten samý den. K jejímu skončení došlo 15. ledna 2016. Návrh přijala parlamentní komise při druhém čtení s pozměňovacími návrhy v listopadu 2016. Následně došlo k hlasování. Později se dostal do třetího čtení. JIŽ před nabytím účinnosti jej podepsala maltská prezidentka. Maltská komora psychologů (Malta Chamber of Psychologists) Maltská asociace psychiatrů (Maltese Association of Psychiatry) a Maltská asociace poradenských činností (Malta Association for the Counselling Profession) a Maltská asociace rodinné terapie a systémové praxe (Malta Association of Family Therapy and Systemic Practice) tento návrh plně podpořily. Následně 6. prosince se návrh dostal do finálního čtení. Malta se tímto stala první zemí EU, která oficiálně zakázala konverzní terapii.

## Vojenská služba
Malta umožňuje lidem s homosexuální orientací otevřeně sloužit v jejích ozbrojených složkách. Podle vyjádření Maltské armády působí v jejích řadách hodně otevřeně homosexuálních vojáků. Oficiálním postojem ozbrojených sil je "žít a nechat žít" a obecné přesvědčení, že jiná sexuální orientace nijak nebrání vojákům v plnění jejich povinností.

## Dárcovství krve
Maltší gayové a bisexuální muži nesmějí darovat krev.
V květnu 2016 oznámil ministr zdravotnictví Chris Fearne, že technická komise založená v r. 2015 za účelem přezkumu zákazu dokončila svojí zprávu a doporučila přijímání krve od takových dárců po uplynutí blíže neurčené lhůty. Pokud tato nová politika bude implementována, tak dárci krve mající sex s muži nebudou již nadále vylučováni, pokud budou 12 měsíců sexuálně abstinovat.
V září 2016 oznámilo mladé křídlo Labouristické strany svojí podporu zrušení zákazu.

## Životní podmínky a sociální postoje

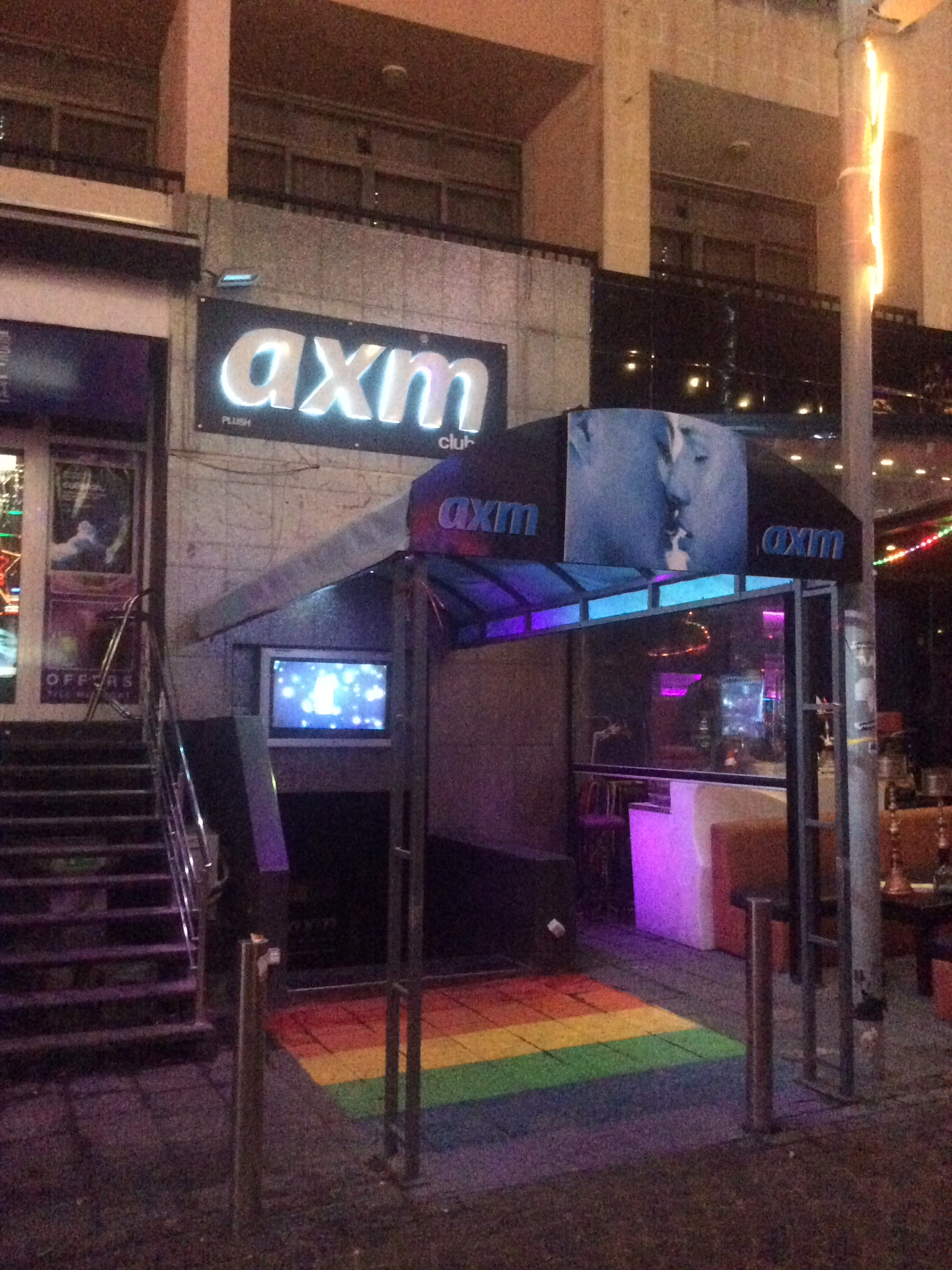
LGBT diskotéka v Paceville

Životní úroveň LGBT Malťanů zažila v posledních letech ohromný pokrok s výraznou podporou stejnopohlavních svazků u veřejnosti. I tak ale stále přetrvávají určitá stigmata a předsudky. Průzkum Evropské unie spuštěný Agenturou pro základní práva ukázal, že se 54 % Malťanů nebojí držet se svým stejnopohlavním partnerem na veřejnosti za ruku, ale pouze 40 % z nich by se vyoutovalo na pracovišti.
Maltská LGBT komunita je velmi aktivní a každoroční festival gay pride v hlavním městě Valletta se těší hojné účasti. Většina známých maltských politiků se jej v r. 2016 zúčastnila. Mezi nimi byli také premiér Joseph Muscat a vůdce opozice Simon Busuttil. Ve městě Floriana je známý gay klub s názvem Tom Bar, který je nejstarším maltským podnikem tohoto typu. Dalším fungujícím LGBT-friendly klubem je Monaliza ve Vallettě.
V červenci 2007 se Unie maltských pedagogů snažila čtyřikrát prosadit možnost propuštění homosexuálních učitelů a učitelek z katolických škol. Podle vyjádření Unie je k tomu vedl nátlak ze strany rodičů vyvíjený v posledních pěti letech.
V r. 2015 byla zahájená distribuce naučné literatury o různorodosti rodinných modelů, včetně existence homoparentálních rodin. Ve školství se toto stalo předmětem sporů a ministr školství Evarist Bartolo doporučil takový materiál nevydávat od oběhu s tím, že naopak podporuje nepřímou diskriminace a brání inkluzi.

### Maltská odpověď na masakr v Orlandu
17. června se ve městě Svatý Julián uskutečnila pietní akce 'Walk towards love' na památku obětí střelby v orlandském nočním klubu a podporu jejich rodin a přátel. Další akce se konaly v zálivu Balluta. Účastníci nesli svíčky z ballutského kostela k pomníku Love Monument. V poslední době se na Maltě uskutečnilo několik reformních iniciativ boje s diskriminací a hlavní politické strany začlenily do svého programu podporu práv LGBT komunity na Maltě. Veškeré akce soustředné na LGBT komunitu volají po akceptaci, nikoli po toleranci.

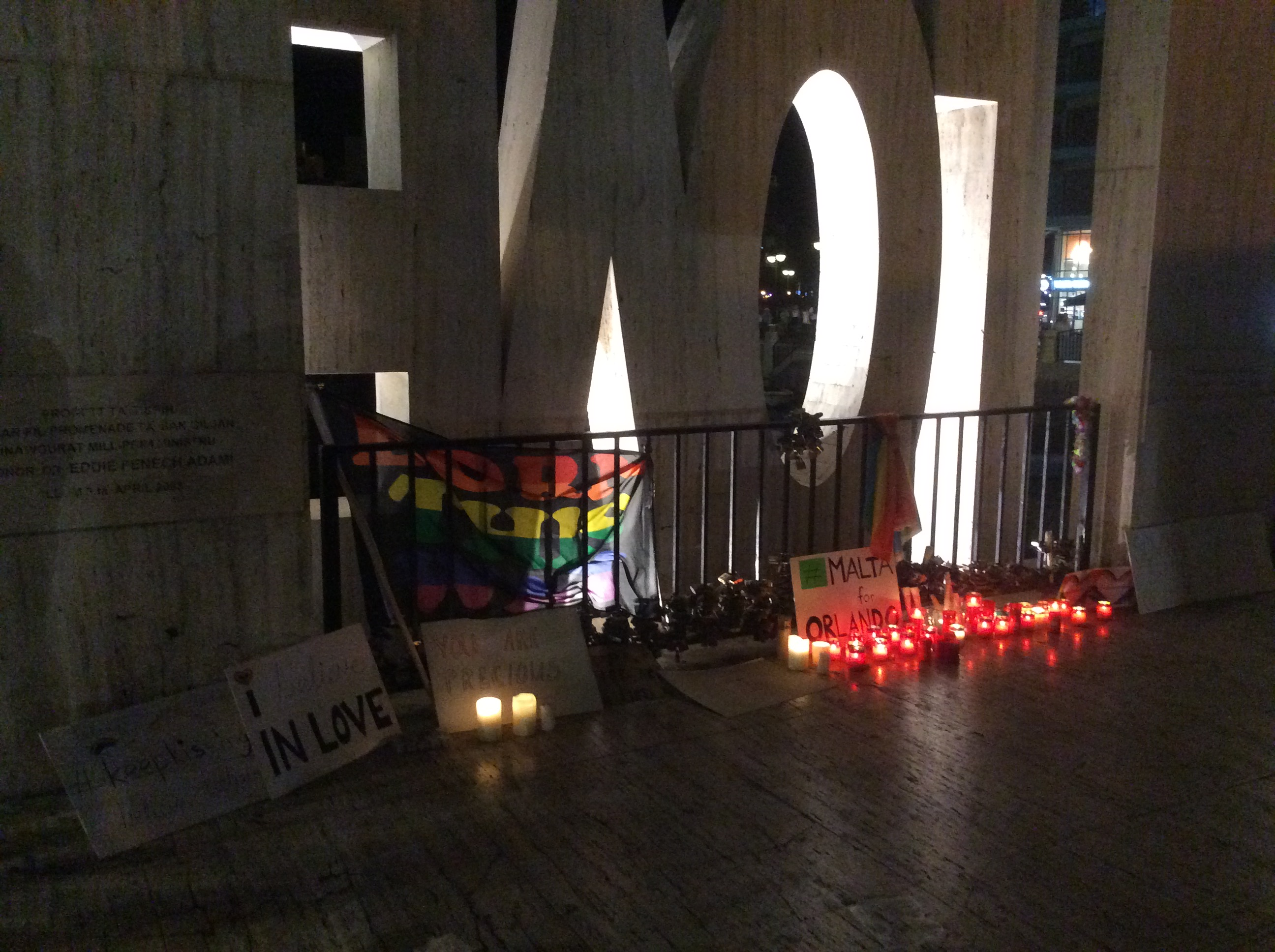
Svíčky a kondolence na uctění památky obětí masakru v Orlandu, Love Monument, Svatý Julián, Malta

Další pietní shromáždění organizovala katolická skupina Drachama spolu se sekulráním Hnutím za maltská gay práva (MGRM). Mezi pořadateli byli politici Arnolad Cassola (předseda Demokratické alternativy), Simon Busuttil (vůdce opozice), Clyde Puli (Národní strana) a Michael Briguglio (spoluzakldatel Civil Society Network). Akce se zúčastnilo několik náboženských představitelů, včetně prezidentky Christian Life Community Joseanne Peregrin a zástupců maltských protestantských komunit a otce Charlese Cordina (biskupa a zástupce Maltské římskokatolické arcidiecéze). Ze zahraničí se zúčastnila americká velvyslankyně na Maltě Kathleen Hillová a britský zástupce Nejvyššího komisaře. Solidarita s oběťmi útoku byla vyjádřená pod heslem "MaltaforOrlando". Ministryně občanských svobod Helena Dalli taktéž kondolovala rodinám a blízkým obětí a přeživších.

## Veřejné mínění
Průzkumy veřejného mínění zaznamenaly na Maltě v poslední letech výrazný pokrok ve vztahu obyvatelstva k LGBT právům. V Eurobarometrickém šetření 2006 se pouze 18 % Malťanů vyslovilo pro stejnopohlavní manželství, zatímco 73 % bylo proti (63 % bylo rozhodně proti). Adopci dětí homosexuálními páry by podpořilo 7 % obyvatel a 85 % bylo proti (76 % rozhodně proti).
Statistika MaltaToday zveřejněná v červnu 2012 shledala, že podpora stejnopohlavního manželství výrazně stoupla. 41 % populace by jej podpořilo a 52 % bylo proti. Ve věkové struktuře byly zaznamenány výrazné výkyvy. Ve věkové skupině starších 55 let bylo pouze 23 % podporujících stejnopohlavní manželství, kdežto u generace 18-35 let jich bylo 60 %.
Eurobarometr 2015 shledal, že 65 % Malťanů podporuje stejnopohlavní manželství, zatímco 29 % je proti. V porovnání se stejným výzkumem z r. 2006 se jednalo o výrazný nárůst podpory manželství.
V květnu 2015 zveřejnila PlanetRomeo, LGBT sociální síť, svůj první Index gay spokojenosti (Gay Happiness Index; GHI). Gayové z více než 120 zemí byli tázáni, zda se cítí ve společnosti, jaké mají zkušenosti ve vztahu s jinými lidmi, a jak hodnotí kvalitu svého života. Malta se umístila na 27. místě s výsledkem 61.

## Souhrnný přehled
| Legální stejnopohlavní styk                                                                                            | (1973)                                                            |
| Stejný věk legální způsobilosti k pohlavnímu styku pro obě orientace                                                   | (1973)                                                            |
| Anti-diskriminační zákony v zaměstnání                                                                                 | (2004)                                                            |
| Anti-diskriminační zákony v přístupu ke zboží a službám                                                                | (2012)                                                            |
| Anti-diskriminační zákony v ostatních oblastech (přímá či nepřímá diskriminace, homofobní urážky, zločiny z nenávisti) | (2014)                                                            |
| Anti-diskriminační zákony týkající se Genderové identity                                                               | (2014)                                                            |
| Registrované partnerství                                                                                               | (2014)                                                            |
| Institut třetího pohlaví v rodném listě                                                                                | (2017)                                                            |
| Stejnopohlavní manželství                                                                                              | (2017)                                                            |
| Osvojení nevlastních dětí párů stejného pohlaví                                                                        | (2014)                                                            |
| Adopce LGBT jednotlivcem                                                                                               | (2008)                                                            |
| Adopce dítěte partnera                                                                                                 | (2014)                                                            |
| Společná adopce dětí stejnopohlavními páry                                                                             | (2014)                                                            |
| Automatické rodičovství obou manželů po narození dítěte                                                                | (2014)                                                            |
| Gayové, lesby a bisexuálové smějí otevřeně sloužit v armádě                                                            | (2002)                                                            |
| Transgender lidé mohou sloužit otevřeně v armádě                                                                       | Yes                                                               |
| Možnost změny pohlaví                                                                                                  | (2015)                                                            |
| Děti s nejednoznačným pohlavím chráněné před invazivními chirurgickými zásahy (Intersex)                               | (2015)                                                            |
| Zákaz léčení homosexuality                                                                                             | (2016)                                                            |
| Přístup k umělému oplodnění pro lesbické ženy                                                                          | (2018)                                                            |
| Poskytnutí azylu z důvodu LGBT ochrany                                                                                 | (2013)                                                            |
| Přístup k náhradnímu mateřství pro gay páry                                                                            | (zakázáno bez ohledu na sexuální orientaci)                       |
| MSM smějí darovat krev                                                                                                 | (2022; 4měsíční ochranná lhůta, která platí i pro heterosexuály). |